# Angelus Merula
Angelus Merula (Latijn voor Engel Willemszoon de Merle) (Brielle, 1482 – Bergen (Henegouwen), 26 juli 1557) was een priester in de parochie Heenvliet rond het jaar 1532. Hij is bekend geworden als een van de eerste geestelijken die het protestantse gedachtegoed aanhing en hiervoor ter dood werd veroordeeld.

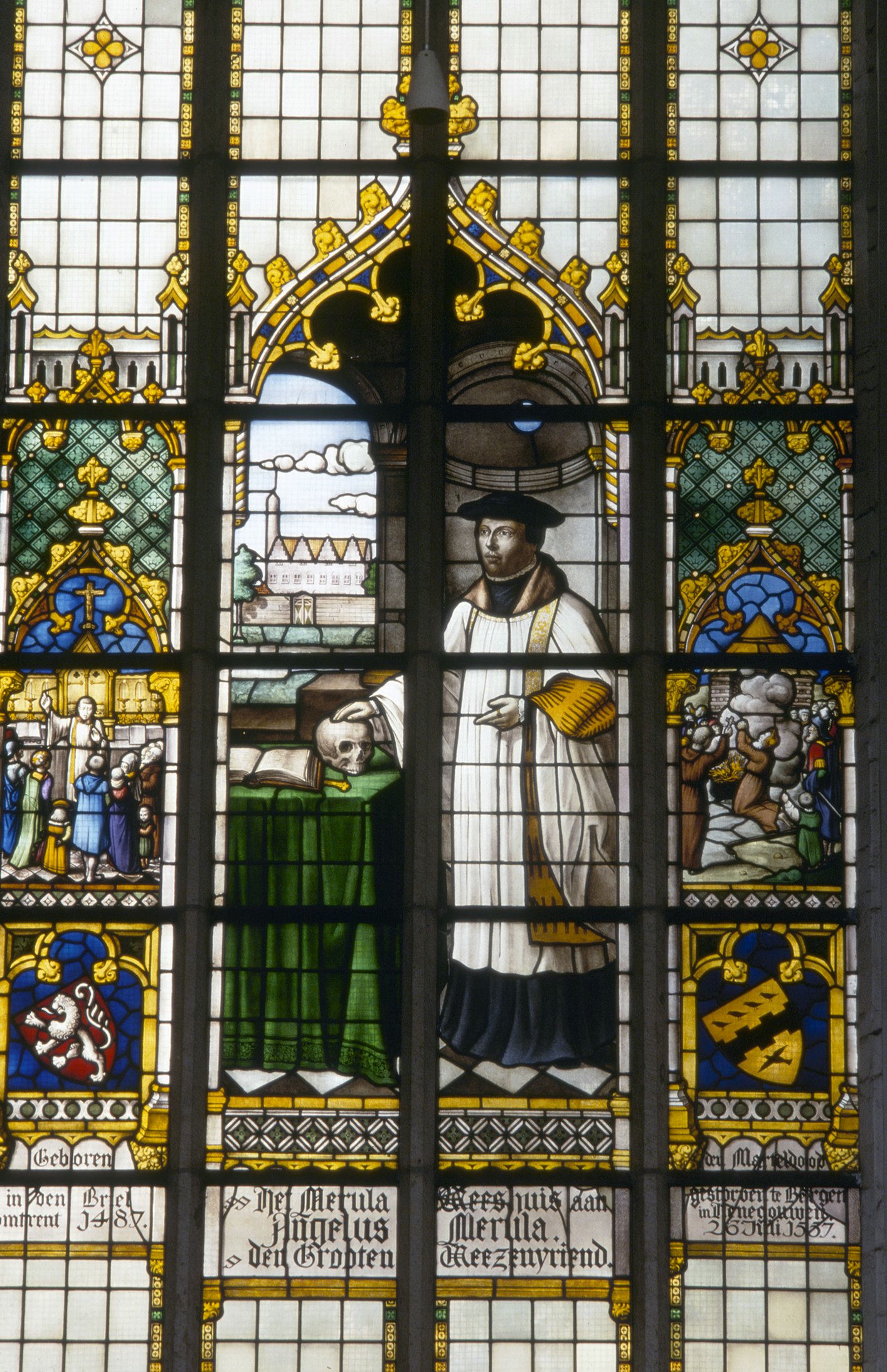
Gebrandschilderd raam met Agelus Merula, in de Sint-Catherijnekerk in zijn geboorteplaats Brielle

Hij wordt wel de "ketterse pastoor van Heenvliet" genoemd en dat geeft zijn positie goed weer. Hij was, net als Luther, tegen de toenmalige aflatenpraktijk, was tegen heiligenverering en tegen bedevaarten. 

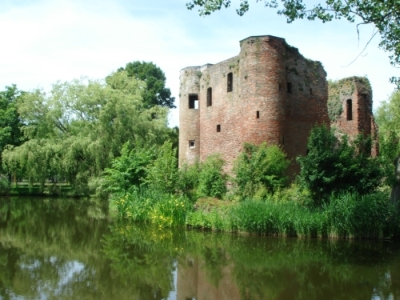
Ruïne Ravensteyn in Heenvliet

Ondanks het feit dat een eerste onderzoek in 1533 al aan het licht bracht dat hij "ketters" gedachtegoed uitdroeg, is hij daarna toch nog twintig jaar pastoor in Heenvliet kunnen blijven, onder andere dankzij de bescherming van Joost van Cruiningen, ambtsheer van Heenvliet. Toen deze in 1543 overleed, werd hij opgevolgd door zijn zoon Johan van Cruyningen. Hij gaf Merula minder bescherming dan nodig bleek.
Angelus Merula werd beschuldigd van ketterij en uiteindelijk veroordeeld tot de brandstapel. In afwachting van zijn eerste proces heeft hij gevangengezeten in Kasteel Ravestein in Heenvliet.

## Leer
Merula stond in zijn “ketterijen” verre van alleen. Hij was maar een van de zeer velen die instemden met ideeën van Maarten Luther. Dr. A. Bas zegt in het Reformatorisch Dagblad in een interview dat hij een echte protestant was: “hij beleed de typisch reformatorische stellingen. Hij beriep zich telkens weer op de Schrift, leerde de rechtvaardiging door het geloof en stelde Christus centraal.”
Christus is volgens Merula de enige middelaar. Verder wees hij de transsubstantiatieleer en het aanbidden van heiligen af. Hij verklaarde dat een aflaat een overledene niet zou helpen en meende dat het vagevuur niet van toepassing kon zijn, omdat een ware gelovige naar de hemel zou gaan ongeacht zijn werken. Rechtvaardiging kan alleen plaatsvinden door geloof en niet door goede werken. Een christen moet wel goede werken doen, maar als consequentie van het geloof, niet om verdienste te halen. Het vereren en aanbidden van heiligenbeelden was volgens hem afgoderij. Bedevaarten waren volgens hem verderfelijk, vanwege het liederlijk gedrag en de losbandigheid die ermee gepaard gingen.
Ondanks dat was hij ook een echte rooms-katholiek. Hij heeft zich tot het einde toe geen ketter gevoeld en heeft verdedigd dat hij geen ketter was. Hij wilde de Kerk van Rome niet verlaten en heeft volgehouden dat afwijkende meningen hem niet tot ketter maakten. Volgens hem is iemand pas ketter als hij willens en wetens breekt met de kerk. In plaats daarvan wilde hij net als Erasmus de kerk van binnenuit weer gezond maken door misbruiken en slechte gewoontes tegen te gaan.
Volgens bronnen is die verzoenlijkheid in de verhoren door de inquisitie tegen hem gebruikt. De inquisiteurs Franciscus Sonnius en Ruard Tapper deden verwoede pogingen om hem zijn ketterijen af te laten zweren. Ruard Tapper kreeg hem zo ver dat hij het leergezag van de kerk erkende, voor zover de leerstellingen afgeleid waren van de Heilige Schrift of in elk geval daar niet mee in strijd waren. Daarbij impliceerde Tapper de bijbel volgens de officiële kerkelijke uitleg. De consequentie was uiteraard dat Merula alle afwijkende ideeën daarmee in één klap verwierp.
Merula zou het leergezag herhaalde malen hebben erkend en ook weer herroepen zodra hij zich realiseerde wat die erkenning inhield.
Het zou kunnen dat Merula door erkenning en herroeping van zijn standpunten dacht een veroordeling te kunnen ontlopen. Maar volgens sommigen zou Tapper die erkenning door knoeien met Merula’s verklaringen hebben bereikt.

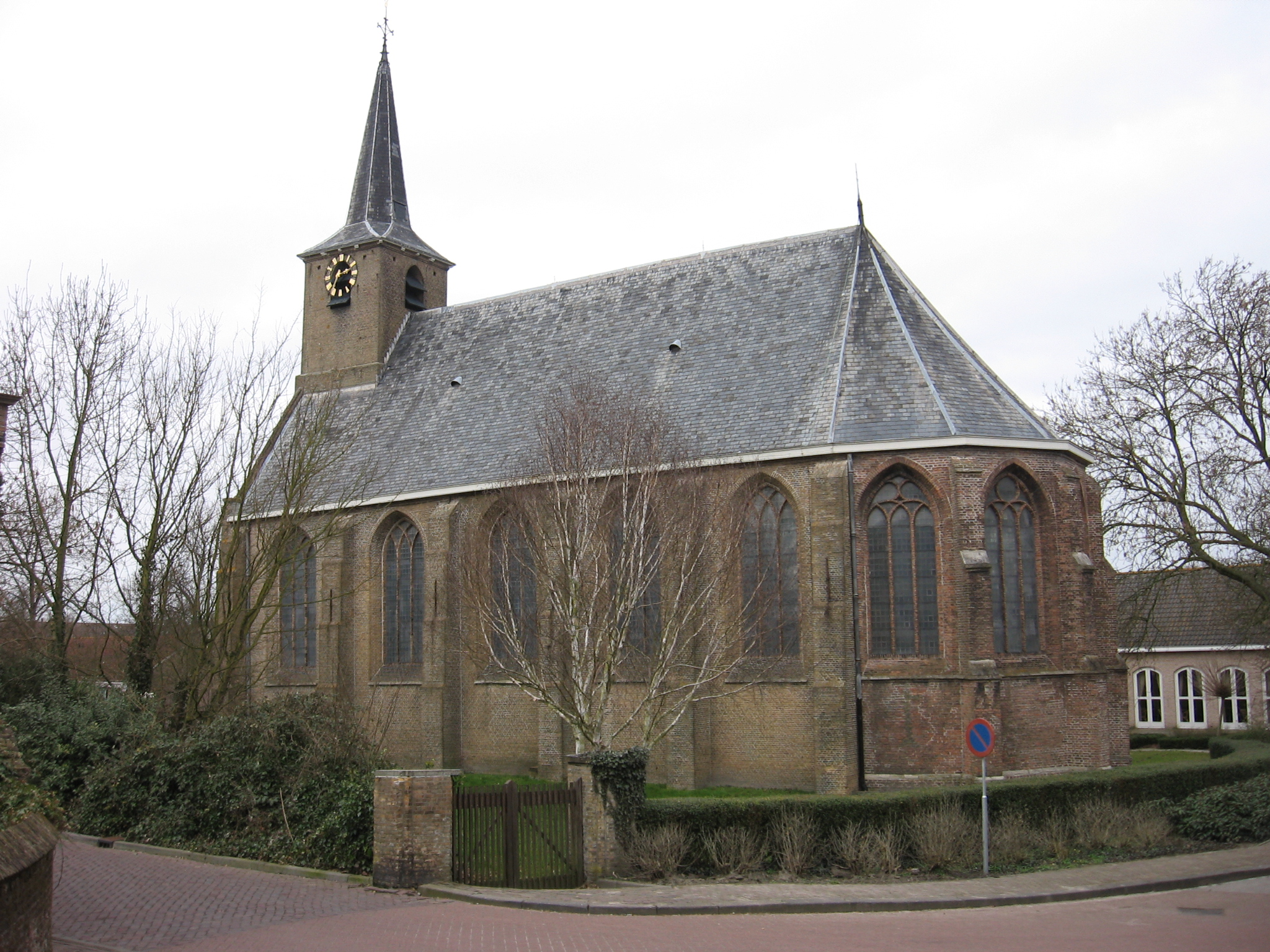
De kerk van Heenvliet waar Merula preekte

Merula zou in aanraking gekomen kunnen zijn met de ideeën van Luther door de geschriften van Melanchthon. Maar in die periode was er in de omgeving meer Lutherse activiteit. Zo preekte in het nabij gelegen Geervliet pastoor Jacob Neut Luthers. Er worden ook een aantal augustijnen genoemd die Lutherse ideeën aanhingen. (Luther was zelf augustijn en is door zijn orde lang beschermd en verdedigd.) Volgens de theoloog dr. Jan Weernerkers, die in 1983 promoveerde op de theologie van Merula, stond deze in zijn christologie dichter bij de Zwitserse reformator Zwingli dan bij Luther. Merula was kennelijk geen eenzame pionier. Het lijkt erop dat hij lid was van een lutherse gemeenschap die op het hele eiland Voorne (en Putten) actief was en die een grote aanhang onder het volk had.
G. ’t Hart geeft in zijn boek over de Hoge Heerlijkheid van Heenvliet aan dat Merula tijdens zijn prediking in Brielle te kampen had met een partij van “santendragers” (mensen die heiligenbeelden in processie mee wilden dragen). Toen hij in Heenvliet werkte, was die groep daar niet. Dat zou erop wijzen dat hij geen conservatief katholieke oppositie van betekenis had.

## Concilie van Trente
Toen keizer Karel V in 1548 zijn Interim van Augsburg uitvaardigde, schreef Merula in zijn commentaar aan bisschop George van Egmont van Utrecht dat het wel leek of het interim geschreven was opdat de oude afgoderij en beeldendienst in leven zou blijven. “Weg dan met de schrijver en zijn anti-Christ en zijn Rijk!”, voegde hij eraan toe.
Dat leverde hem een verkiezing op tot kerkelijk vertegenwoordiger van het bisdom bij het concilie van Trente. Pas 5 jaar na zijn dood, in de 25e sessie van het concilie van Trente op 3 december 1563, zou uitspraak gedaan worden over de beeldendienst. We kunnen ons afvragen wat Engel van artikel 3 van die uitspraak gedacht zou hebben.
Merula is nooit zover gekomen dat hij naar Trente zou kunnen vertrekken. Eerst werd hij ziek, daarna gearresteerd.
Merula’s voorganger in Heenvliet had al onder bescherming van Joost Van Cruyningen volgens de reformatie gepreekt. Ook Merula zelf genoot voordat hij door van Cruyningen in 1532 naar Heenvliet gehaald werd, al enige bekendheid als sympathisant van de reformatie. In het nog geen 9 km ver gelegen Brielle had hij al een reputatie opgebouwd.
Onder bescherming van Van Cruyningen kon Merula zijn gang gaan. De heer van Heenvliet beschermde zelfs de anabaptisten in zijn gebieden, die als politiek zeer gevaarlijk werden gezien. Angelus maakte gebruik van die ruimte. Waardoor al in 1533 voor de eerste keer een onderzoek naar hem ingesteld werd door het Hof van Holland. Onderprior Henricus te Oudewater van het klooster te Rugge (waar later de martelaren van Gorcum werden terechtgesteld) verklaarde dat Angelus Merula de paus als de antichrist zag en vond dat de Roomse Kerk simonie bedreef. Kennelijk vond men het toen niet nodig om er een proces van te maken.
Pas nadat Johan van Cruyningen in 1549 heer van Heenvliet was geworden, zou het zover kunnen komen. Johan van Cruyningen trouwde in 1549 met Jacqueline van Bourgondië, een zus van Maximiliaan II van Bourgondië, die op dat moment stadhouder van Holland, Zeeland en Utrecht was. Maximiliaan was een trouw dienaar van keizer Karel V. Je kan je afvragen of Maximiliaan (en zijn zus!) gecharmeerd waren van de uitlatingen van Merula over zijn meester en diens interim. Jacqueline van Bourgondië was vurig rooms-katholiek. Dat zal de positie van Angelus ook niet hebben verbeterd.
In 1551 trad de Inquisitie in het geheim in contact met het drietal. Daarop stuurden zij in 1552 in het geheim een bericht naar landvoogdes Maria van Hongarije. Precies in die periode vroeg Merula ontslag aan wegens leeftijd en ziekte, om zich terug te trekken in zijn nieuw gestichte weeshuis in Brielle. Johan van Cruyningen meende niets anders te kunnen doen dan dat ontslag herhaalde malen te weigeren.
Op 15 april 1553 arriveerde inquisiteur Franciscus Sonnius. De volgende dag al kreeg Merula een beschuldiging in 17 artikelen. Hij werd daarna vastgezet door van Cruyningen, volgens sommigen een tijdje in de ruïne van Kasteel Ravestein. Hoewel Johan van Cruyningen het recht en de plicht had om Merula zelf te berechten, durfde hij dat niet aan. Hij kon Merula niet meer vrijspreken, en bij een veroordeling zou hij de hele bevolking van Heenvliet en de meerderheid van Voorne tegen zich krijgen. Het volk was volledig op de hand van Merula. Hij begon met tijd rekken en deed alsof hij geen gelegenheid had voor de rechtszaak. Het aanbod van Sonnius om de zaak verder in Utrecht af te handelen (zeer ongunstig voor Merula), werd met hulp van het Hof van Holland als illegaal terzijde geschoven. Als compromis werd afgesproken dat Merula naar de Gevangenpoort overgebracht zou worden, zodat het proces in Den Haag zou kunnen plaatsvinden.
Toen een bode uit Den Haag de pastoor uiteindelijk op kwam halen (omdat hij maar niet gebracht werd), bleek dat geen van de schippers en vissers in de havenstad bereid “of in de gelegenheid” was om Merula over te varen. Een toevallig net binnenkomende vreemdeling werd toen ingehuurd. Hoewel die wel wilde weigeren toen hij eenmaal begreep waar het om ging, bleek dat niet meer mogelijk zonder een zware straf te riskeren. Uiteindelijk werd de overtocht pas midden in de nacht gewaagd, om de volkswoede te ontlopen.

## Verhoord door de Inquisitie
In Den Haag konden de verhoren door Franciscus Sonnius en Ruard Tapper beginnen.
Artikel 12 van de beschuldiging luidde dat hij ”zeyt ende sustineirt die voirsz. pastoer, dat men anders niet en behoort te ghelooven, dan in twoord Godts (dat is die heilige schrifte) begrepen ende gescreven staet.” Hij werd er dus van beschuldigd dat hij beweerde dat men niets anders behoort te geloven dan in de bijbel staat. Sonnius viel hem daarop aan, maar kon hem niet overtuigen.
Tapper probeerde Merula te vangen op zijn eigen woorden. Merula namelijk verklaarde onder meer dat hij alles wat de bijbel bevatte geloofde, en wat daaruit kan worden afgeleid, ”hoewel ik (Merula) niet de gehele Schrift begrijp, noch op welke wijze iets uit de Schriften wordt afgeleid”.
Tapper legt hem 6 stellingen voor waarin de zin hoewel ik niet de gehele Schrift begrijp, noch op welke wijze iets uit de Schriften wordt afgeleid in varianten terugkomt.
Zijn 6e stelling:
”Ik ben bereid te volgen al, wat in kerkvergaderingen, die wettig in de Heilige Geest samengekomen zijn, bepaald is en bepaald zal worden volgens de Schriften, ofschoon ik ook niet begrijpe op welke wijze en hoe de bepaling uit de Schrift genomen wordt; zo ben ik ook bereid het oordeel en gevoelen te volgen van mijn pastoor en superieur in controverse vraagstukken, indien slechts zijn gevoelen en oordeel niet in strijd is met de schriften.”
Tapper vroeg alleen onderschrijving van dit 6e artikel. Dan zou Merula geen ketterij ten laste gelegd kunnen worden. De brave en gezagsgetrouwe Engel accepteerde dat.
De volgende stap van Tapper was de aandacht te richten op zijn stelling 2.
Omdat Merula niet de gehele Schrift begrijpt, noch op welke wijze iets uit de Schriften wordt afgeleid moet er, aldus Tapper, een autoriteit op aarde zijn welks auctoritas interpretandi moet worden erkend. Hier vulde Tapper het concilie in.
En Merula onderschreef dat.
Waarbij Merula het van belang achtte dat er gezegd werd ”(…) indien slechts zijn gevoelen en oordeel niet in strijd is met de schriften.” Maar Tapper maakte daar de schriften naar kerkelijke uitlegging van.
Die beperking in de uitlegging maakte de uitspraak tot een cirkelredenering en zei in feite dat de leer van de kerk op niets anders hoefde te steunen dan op zichzelf. Tapper vroeg acceptatie van de leer van de kerk (de concilies) voor zover niet in strijd met de leer van de kerk (de vastgestelde Bijbeluitleg), zonder daarbij de ruimte te laten voor eigen onderzoek en interpretatie van de Schrift. Deze spitsvondigheid was te eenvoudig voor Merula en hij trapte er niet in.
Daarna was de beurt weer aan Sonnius, maar die moest snel voor de 2e keer opgeven wegens tekort aan tijd en gebrek aan succes. Daarmee was de kous niet af.

## Liever Ergens Anders
Over de geloofsvervolgingen in de 16e eeuw zijn in de loop der tijden veel verhalen verteld. Vaak zijn de aantallen slachtoffers sterk overdreven. In de praktijk blijkt de hoeveelheid veroordeelden nogal eens minder dan gedacht. Over het algemeen hebben de dopersen getalmatig het meest te lijden gehad onder de vervolgingen. Het wereldlijk gezag werkte lang niet overal altijd mee met de inquisiteurs. Gezien de voorgeschiedenis zal bijvoorbeeld in de Heerlijkheid Heenvliet Merula zelf wellicht de eerste (en tot 1567 enige) vervolgde lutheraan geweest zijn. Ook elders in het baljuwschap Voorne zal allicht niet veel moeite gedaan zijn om lutheranen te vervolgen. Als de inquisitie door de wereldlijke macht niet geholpen werd was haar macht in feite beperkt tot geleerden binnen de kerk. Zoals Angelus Merula.
Ook het Hof van Holland vervolgde feitelijk geen lutheranen. Onder de 424 16e-eeuwse vonnissen die op de website van het Nationaal Archief zijn getoond, zijn er maar drie betreffende het misdrijf “Lutherije” en één “wegens het lezen en bezitten van Luthersche boeken”. Twee personen werden vrijgesproken, één werd ontzet en inhabil verklaard tot eenig ambt, en gebreukt (beboet). Maar die ene was schout van Delfshaven en had ook (volgens het archief) ontrouwe administratie, knevelarij en geweld op zijn geweten. De 4e persoon, ene Lambrecht Gijsbrechts werd in 1542 gebannen vanwege het bezit van lutherse boeken. Wegens ketterij en aanverwante werden voor 1568 20 vonnissen uitgesproken. Het laatste in 1546, toen ene Reinert Meinertsz. in Bovenkarspel als hebbende in een wit laken gekleed op het Kerkhof aldaar in schijn van een geest, de processie van schrik doen verstuiven en zich kettersche uitdrukkingen veroorloofd. Hij werd daarvoor gebreukt. Ook toen in 1533 Merula’s pekelzonden werden onderzocht door het Hof van Holland kwam het niet tot een proces.
Voor dopersen was men minder toegeeflijk. Niet alleen voor herdoperij op zich kon je veroordeeld worden, ook voor het helpen van herdopers en andere zaken. In de lijst van het Nationaal Archief staan minstens 34 vonnissen voor herdoperij en aanverwante, waarvan een groot aantal verbrand met confiscatie. Dat was voornamelijk vanwege hun in het verleden gewelddadige optreden en hun als anarchistisch en gezagsondermijnend beschouwde ideeën.
Calvinisten waren er in Merula’s tijd nog niet of nauwelijks.
Pas nadat de hertog van Alva in 1567 de Raad van Beroerten opgericht had, was er overal in de Nederlanden systematische geloofsvervolging. Van de circa 3000 terechtstellingen om geloofsredenen in de 16e eeuw komen er zo’n 1100 voor rekening van de Raad van Beroerten. Bij het Hof van Holland doken vanaf 1567 ineens misdrijven op als deelname aan den beeldstorm  ('het hart al levendig uitgewonnen, onthoofd en het hoofd op een staak, het ligchaam op een rad en gevierendeeld, gehangen buiten de vier kwartieren van den Haag, met confiscatie), haagprediker (veroordeeld tot het zwaard, het hoofd op een staak en het ligchaam op een rad met confiscatie)  of ketterij en het trouwen van zijn meisken naar de Calvijnsche traditie (door die raad des hertogen van Alva verwezen ten vure, met confiscatie)
In de stad Brielle werden door de Raad van Beroerten naar telling 119 mensen gedagvaard, allicht afkomstig van het hele baljuwschap Voorne.
Merula was geen herdoper en de bloedraad heeft hij niet meer mee hoeven maken. Hij had zich zelfs vaak uitgesproken tegen herdoperij. Zolang hij onder de jurisdictie van het Hof van Holland bleef, was hij dus relatief veilig. Maar daar nam Sonnius geen genoegen mee. Hij had de sterke wil om Merula veroordeeld te krijgen. Hij schreef in een brief dat Merula grote bekendheid had gekregen en zijn positie vurig had verdedigd. De bisschop van Utrecht mengde zich in de zaak. Die voegde twee gecommitteerden toe aan Sonnius en Tapper: Nicolaas van Nieuwland en Herman van Lethmate, pastoor van het in de buurt van Heenvliet gelegen Abbenbroek Samen beslisten deze mannen dat het beter zou zijn om Merula naar Utrecht te vervoeren. Daarvoor moest toestemming gevraagd worden aan de Heer van Heenvliet. Die toestemming kwam er en aanvankelijk beriep Merula zich niet bij het Hof van Holland. Alles leek in kannen en kruiken toen de inquisiteurs weer naar Utrecht reisden. Maar Merula kwam hen niet achterna. Hij had zich toch tot het Hof van Holland gericht en ook tot de Staten van Holland met een verzoek om niet naar Utrecht vervoerd te worden. De Staten verzochten daarop het Hof om hem niet naar Utrecht te vervoeren, maar de zaak eerst in de Staten te brengen.
De handen van Sonnius waren gebonden. De bisschop had hem bevolen om niets te ondernemen zonder de gecommitteerden, die hij zelf met andere dingen aan het werk hield. De beide gecommitteerden waren op pad gestuurd door hun meester. Van Lethmate moest naar Brussel. Toen Lethmate eenmaal terugkwam uit Brussel, had hij een opdracht van de landvoogdes (in 1553/54 Maria van Hongarije) bij zich voor hemzelf en Sonnius om in zaken van ketterij onmiddellijk naar Friesland, Groningen en Overijssel te gaan en de zaak Merula voorlopig te laten rusten. Sonnius zag in dat hij Merula onder deze omstandigheden niet meer naar Utrecht zou kunnen krijgen.
Merula zat al die tijd gevangen in Den Haag, zonder dat er voortgang was in zijn zaak. Dat bracht Sonnius in verlegenheid. Het kwam zelfs zo ver dat hij een brief stuurde aan Johan van Cruyningen met het verzoek die door te sturen aan de stadhouder (van Cruyningens zwager), waarin hij zich verdedigde tegen het verwijt dat het volk hem maakte, dat hij Merula in Den Haag maar in de gevangenis liet zitten.
Lethmate schoot Merula te hulp in zijn zorg om zijn leefsituatie te verbeteren. Hij sprak ten gunste van Merula bij Viglius, de president van de Geheime Raad. Dat resulteerde er (na schriftelijk akkoord van Sonnius) in dat Merula een geschiktere verblijfplaats kreeg. Hij werd gehuisvest in de proostbij Betlehem in Den Haag
Intussen zat Tapper niet stil. Nu de weg naar Utrecht afgesloten was, probeerde hij het via Leuven. Daar zou hij de steun van de theologen van de universiteit kunnen verwachten. Met toestemming van de landvoogdes vroeg de Universiteit van Leuven toen uitlevering van Merula. Landvoogdes Maria van Hongarije beval daarop het Hof van Holland om hem uit te leveren, maar de Staten van Holland kwamen tussenbeide en weigerden. Toen daarmee de weg naar Leuven ook afgesloten was, besloot Tapper dat het dan maar in Den Haag moest.

## Voor het gerecht
Zodra Tapper in Den Haag arriveerde, stelde president van het Hof van Holland Gerrit Van Assendelft twee raadsheren aan Merula ter beschikking, om hem voortdurend bij te staan wegens zijn doofheid en ziekte. Bovendien zouden zij hem tegen geweld beschermen. In een nieuw verhoor verdraaide Tapper Merula’s woorden zo vaak en zo ernstig, dat Merula (aanvankelijk in drift) zijn herroeppingen volledig herriep, en dus weer stond voor zijn “ketterijen”. De reactie van Tapper was dat hij nu binnen twee dagen aan de wereldlijke rechter overgeleverd zou worden en met vuur zou worden verbrand. Maar zo eenvoudig was dat niet.
Johan van Cruyningen, die volgens ’t Hart toevallig in Den Haag was, kwam tussenbeide en eiste zijn recht op om Merula te berechten. Maar de leenmannen die hij had laten overkomen uit Heenvliet, bleken niet van zins Merula te veroordelen. Ze weigerden de vierschaar te spannen. Dus moest van Cruyningen opgeven. Ook het Hof van Holland zou dat niet graag doen.
Tapper deed nog een laatste poging om Merula tot herroepen te bewegen door emotionele druk van zijn vrienden en familie. Hij liet Merula’s neef Willem overkomen om op hem in te praten. Ook Nicolaas van Nieuwland smeekte hem zelfs op de knieën om te herroepen. Angelus Merula, oud, zwak en angstig, raakte in vertwijfeling. Hij vroeg raad aan Van Assendelft. Maar die zei alleen dat hij zijn geweten moest volgen.
Dat bleek de oude man niet te durven. Hij herriep zijn “ketterijen” opnieuw. Tapper accepteerde dat echter niet als voldoende. De herroeping was volgens hem uit angst gedaan en niet uit overtuiging. Van Nieuwland moest daarop met tegenzin het kerkelijk vonnis voorlezen. Merula zou van zijn ambt vervallen zijn en levenslang gevangen blijven, hoewel de gevangenschap niet drukkend zou zijn. Dit had (volgens ’t Hart) tot doel om hem af te sluiten van de buitenwereld, omdat de inquisiteurs dachten dat hij na volledige vrijspraak waarschijnlijk zijn oude ketterijen zou hervatten.
Na het vonnis werd Merula zwaar ziek. Daarom mocht hij verblijven in een klooster in Delft. Merula bleef schrijven en zijn vrienden bleven zich roeren. Hoewel de inquisitie er (waarschijnlijk) in slaagde om (sommige) geschriften te onderscheppen, vond Tapper het beter om hem naar de Zuidelijke Nederlanden over te brengen. Met een uitdrukkelijk bevel van de landvoogdes in de hand kon Tapper niet meer worden gestopt door de Staten van Holland. Merula werd naar Leuven vervoerd, waar hij werd opgesloten in het Cellebroedersklooster.
Maar in Leuven bleef hij klagen over de manier waarop hij behandeld was. Hij vertelde aan iedereen steeds weer hoe hij was bedrogen, zelfs aan Ruard Tapper zelf. Toen hij daarbovenop ook nog “relapsis” (terugval) vertoonde en weer steeds vaker reformatorische meningen verkondigde, vond Tapper het welletjes en liet hem overbrengen naar de abdij van Liessies in Henegouwen. In een radio-interview zegt dr. Bas daarover dat het idee was om hem naar Franstalig gebied over te brengen, zodat hij minder gemakkelijk met zijn omgeving zou kunnen communiceren. Waar ze geen rekening mee gehouden hadden, is dat Merula goed Frans sprak, omdat hij in Parijs gestudeerd had. Dus ook daar kon hij spreken en ook daar bleken grote groepen mensen op de been te komen, net als rondom de voorgaande gebeurtenissen het geval was geweest. De abt van de Liessies voerde lange gesprekken met Merula in de hoop hem te overtuigen van zijn dwalingen, maar dat hielp niet meer. Integendeel, zijn woorden sloegen aan en een aantal monniken verliet de abdij wegens zijn aanwezigheid.
Er kwam een nieuw proces, waarover helaas geen bijzonderheden bekend zijn. Hij werd veroordeeld om op 26 juli 1557 in Bergen in Henegouwen levend te worden verbrand.

## Executie
Ook deze episode is niet onopgemerkt aan het volk voorbij gegaan. Op weg naar de executieplaats sprak hij de voorbijgangers en toeschouwers in het Frans toe. Hij zei hen dat hij moest sterven omdat hij gezegd had dat Christus de enige weg is naar God. Er liep een franciscaan naast hem die telkens zei dat mensen de heiligen moesten aanroepen. Maar hij bleef herhalen dat dat niet waar is en dat Christus de enige weg is naar God. Terwijl hij op de brandstapel stond, maakte een hartverlamming een einde aan het leven van de oude verzwakte man, nog vóór dat het vonnis voltrokken kon worden. Het vuur werd toch aangestoken en zijn stoffelijke resten werden een prooi van de vlammen.
Angelus Merula stierf op ongeveer 75-jarige leeftijd.

## Trivia
Sinds enkele jaren is er een oecumenische wandeltocht van het kerkje van Heenvliet waar Merula heeft gepreekt, naar de bedevaartskerk bij Brielle waar de Martelaren van Gorcum stierven.
Angelus Merula vermaakte zijn woonhuis in Brielle aan de stad en bepaalde dat het een weeshuis moest worden. Het Merulaweeshuis is tot 1948 als weeshuis in gebruik geweest.
In de Grote of Sint-Catharijnekerk in Brielle bevindt zich een gebrandschilderd raam gewijd aan Angelus Merula. Het eert hem als stichter van het weeshuis in de stad.
Tussen de terechtstelling van Angelus Merula op 26 juli 1557 en de terechtstelling van de martelaren van Gorcum bij zijn geboorteplaats op 9 juli 1572 zijn op 17 dagen na 15 jaar verlopen. Mensen van Voorne die in de turfschuur bij den Briel (Brielle) aanwezig waren, hebben Merula wellicht persoonlijk gekend.
Dat is zeker het geval voor Jan van Duivenvoorde. De man die later als baljuw van Voorne een belangrijke rol speelde bij de executie van de Martelaren van Gorcum, woonde in bij Merula in de pastorie. Merula beheerde als notaris zijn goederen.